# منير جرجس (لاعب كرة يد)
منير جرجس هو مدرب مصري لكرة اليد، تولى تدريب أول منتخب وطني في تاريخ اتحاد كرة اليد المصري،

## حياته
استعراضت حياته ومسيرته التدريبية في مقال علمي منشور عام 1997 في المجلة العلمية للتربية البدنية وعلوم الرياضة بجامعة حلوان، والذي يُعد مرجعًا مهمًا لدراسة تاريخ اللعبة في مصر. منير جرجس إبراهيم عطّر تاريخ كرة اليد في مصر كمدرب ومؤلف ومفكّرٍ رياضي. كان حجر الأساس لتأسيس الفريق القومي، كما أسهم بكتب مرجعية مازالت تُدرَّس وتؤثر في اللعبة حتى الآن.

## أبرز إنجازاته
| الإنجاز               | التفاصيل                                                 |
| --------------------- | -------------------------------------------------------- |
| تأسيس فريق مصر القومي | أول من تولى تدريب منتخب مصر الوطني للرجال                |
| الكتابة والتعليم      | نشر موسوعة عملية نظرية متخصصة                            |
| مرجع أكاديمي          | شارك في بحث تربوي ورياضي عن التجارب المبكرة للعبة في مصر |

## المؤلفات والكتب
- نشر كتابًا بعنوان "كرة اليد للجميع" (دار الفكر العربي، 1994 – 424 صفحة)، والذي يُعتبر مساهمة منه لتعميم ثقافة اللعبة، من إعداد مدرب مجدّ. هذا الكتاب موثق في عدد من قواعد البيانات الأكاديمية.[6]
- هناك إصدار سابق بعنوان "كرة اليد" صدر عام 1978 ويعد من الكتب المبكرة عن تاريخ وقوانين اللعبة للمؤلف نفسه.
- نسخة لاحقة بعنوان "كرة اليد للجميع: التدريب الشامل والتميز المهاري"، وتُعد من الإصدارات المنقحة والموسّعة منذ 2003.
- موضوع بحثه "منير جرجس مدرب أول فريق قومي مصري لكرة اليد: حياته وإسهاماته" نُشر بجامعة حلوان عام 1997، مما يوضح مكانته كأحد الأباء المؤسسين للعبة.

## الأثر والإرث
- جمع بين الخبرة التطبيقية كمدرب وقائد، والمعرفة النظرية الأكاديمية، من خلال بحوثه الجامعية وكتبه التي تُستخدم كمراجع، سواء بين المدربين أو المدارس الرياضية.
- ساهم في تثقيف المدربين واللاعبين خصوصًا في مراحل تدريب الناشئين، مع التركيز على اللياقة، القوة، والمهارات التكتيكية المبنية على العلم التطبيقي.